# Мивоки Трейл 100К
Мивоки Трейл 100К (англ. Miwok 100K Trail Race) — 100-километровый ультрамарафон, который проходит ежегодно в первую субботу мая на юге округа Марин в Калифорнии.
Старт и финиш соревнования располагаются в городе Стинсон Бич. Практически весь маршрут проходит по грунтовым дорогам и тропинкам, сначала на юг от города, потом обратно на север. Участники преодолевают общий набор высоты в 11800 футов (3600 метров).
Старт забега дается в 5 утра. Лимит времени на прохождение дистанции - 15 часов 30 минут.
Пробег был организован Келли Шихан (с 2004 года директором является Тиа Бодингтон), и проводится ежегодно с 1996 года. Тогда он был известен как "Что? Мивоки? Трейл 100К". Такое название существовало до 1999. В 2013 дистанция была сокращена до 60К из-за частичного закрытия дорог по причине лесных пожаров в районе горы Тамалпаис. Начиная с 2008 на старт пробега выходят от 300 до 400 участников. Рекорд трассы (маршрут Родео Бич) в 7 часов 53 минуты и 19 секунд был установлен Дэйвом Мэки в 2008. Рекорд трассы у женщин принадлежит Энн Трейсон и составляет 8 часов 55 минут и 49 секунд, который она установила в 2001.